# 자오도번
자오도 번(일본어: 蔵王堂藩 자오도한[*])은 일본 에도 시대에 있던 번으로, 에치고국 고시 군에 위치했다. 자오 번(蔵王藩)이라고도 한다. 번청은 자오도 성이다.

## 역사
센고쿠 시대, 에치고 슈고다이(守護代) 나가오 씨의 일족인 고시 나가오 가(古志長尾家)가 고시 군 자오(蔵王)의 자오도 성에 거점을 두고 일대를 통치하고 있었다. 하지만 고시 나가오 가의 우에스기 가게노부가 오타테의 난에서 전사한 뒤, 자오도 지역은 우에스기 가문이 직접 통치하게 되었다.
그 후 게이초 3년(1598년), 우에스기 씨가 무쓰 아이즈로 이봉됨에 따라, 호리 히데하루의 동생인 호리 지카요시가 자오도 4만 석 영지를 받고 자오도 성주가 되었다. 호리 씨는 게이초 5년(1600년) 세키가하라 전투에서 동군에 가담하였고 본래 영지를 인정받았다. 이에 자오도 번이 성립하였다.
게이초 7년(1602년), 지카요시는 병으로 인해 조카인 쓰루치요에게 번주직을 물려주었다. 하지만 게이초 11년(1606년), 쓰루치요도 요절하면서, 자오도 번은 쓰루치요의 후견인이었던 호리 나오요리가 다스리는 사카토번에 흡수되어 2대로 단절되었다.
그 후 게이초 15년(1610년), 종가의 호리 다다토시가 가로였던 호리 나오요리 형제의 내분을 진정시키지 못한 죄로 영지를 몰수당했다. 대신 도쿠가와 이에야스의 여섯 번째 아들 마쓰다이라 다다테루가 다카다번주로 입봉하였고, 자오도 성도 그 영지에 속하였다.
겐나 2년(1616년), 이번에는 마쓰다이라 다다테루가 오사카 전투에서의 잘못으로 영지를 몰수당했고, 6년 전 소동의 원흉이던 호리 나오요리가 8만 석 영지로써 자오도에 입봉하여 자오도 번은 이때 다시 부활하게 되었다. 하지만 나오요리는 자오도 성이 시나노강에 면해 있어 홍수에 약하므로, 시나노 강으로부터 남쪽으로 약간 떨어져 있는 나가오카에 나가오카성을 축성하고, 에치고 나가오카 번을 세웠다. 결국 자오도 번은 두 번째 폐지를 맞게 되었다.

## 역대 번주
호리 가문 (1)
1. 호리 지카요시(堀親良) 재위 1598년 ~ 1602년
2. 호리 쓰루치요(堀鶴千代) 재위 1602년 ~ 1606년

호리 가문 (2)
- 호리 나오요리(堀直寄) 재위 1616년

## 같이 보기
- 나가오카 번 (에치고 국)